# 17673 Хоукідайсен
17673 Хоукідайсен (17673 Houkidaisen) — астероїд головного поясу, відкритий 15 грудня 1996 року.
Тіссеранів параметр щодо Юпітера — 3,193.